# Hartacker
Hartacker ist ein Dorf und Gemeindeteil der Stadt Vohburg an der Donau im oberbayerischen Landkreis Pfaffenhofen an der Ilm.

## Geschichte
Urkundlich wurde Hartacker schon ab dem 12. Jahrhundert erwähnt. In den Aufzeichnungen des Klosters Münchsmünster wurden „Hörige und Zinspflichtige“ aus dem Dorf aufgeführt. Über die Jahrhunderte festigte sich der Name „Ardachaer“, „Ardakker“ oder „Artackher“ für den dort ansässigen Ortsadel. 1616 wurde das Gebiet um den Ort als „Harackher Acker“ betitelt, was sich von Äckern an einem Hart (einem kleinen Weidewald bzw. einer öffentlichen Weide) ableitet. Bis heute hat sich „Harackher“ im Sprachgebrauch der Vohburger gehalten.
Nach den Napoleonischen Kriegen zu Beginn des 19. Jahrhunderts umfasste das Dorf 24 Häuser und eine Mühle, die an der Ilm gelegen war, und gehörte damals zur Gemeinde Wöhr. Bis heute werden die Grundstücke unter der Gemarkungsbezeichnung von Oberwöhr geführt. 1837 wurde Hartacker eine eigenständige Gemeinde. Diese verlor am 1. Januar 1972 ihre Selbstständigkeit und wurde in die Stadt Vohburg an der Donau eingegliedert.

## Baudenkmäler
In die Denkmalliste sind drei Gebäude des Dorfes eingetragen: die Ortskapelle sowie die Mühlengebäude in der Neumühlstraße 30 und in der Waldstraße 24.